# Primarkt
Primarkt is een Nederlandse regionale supermarktketen met hoofdkantoor en distributiecentrum in Breda die bestond van 1960 tot 2001. Bij de beëindiging bestond de keten uit twintig supermarkten en zestien slijterijen, voornamelijk in Noord-Brabant, waarvan zeven supermarkten gevestigd in Breda. Primarkt was lid van Superunie, een inkooporganisatie voor voornamelijk regionale supermarktketens.

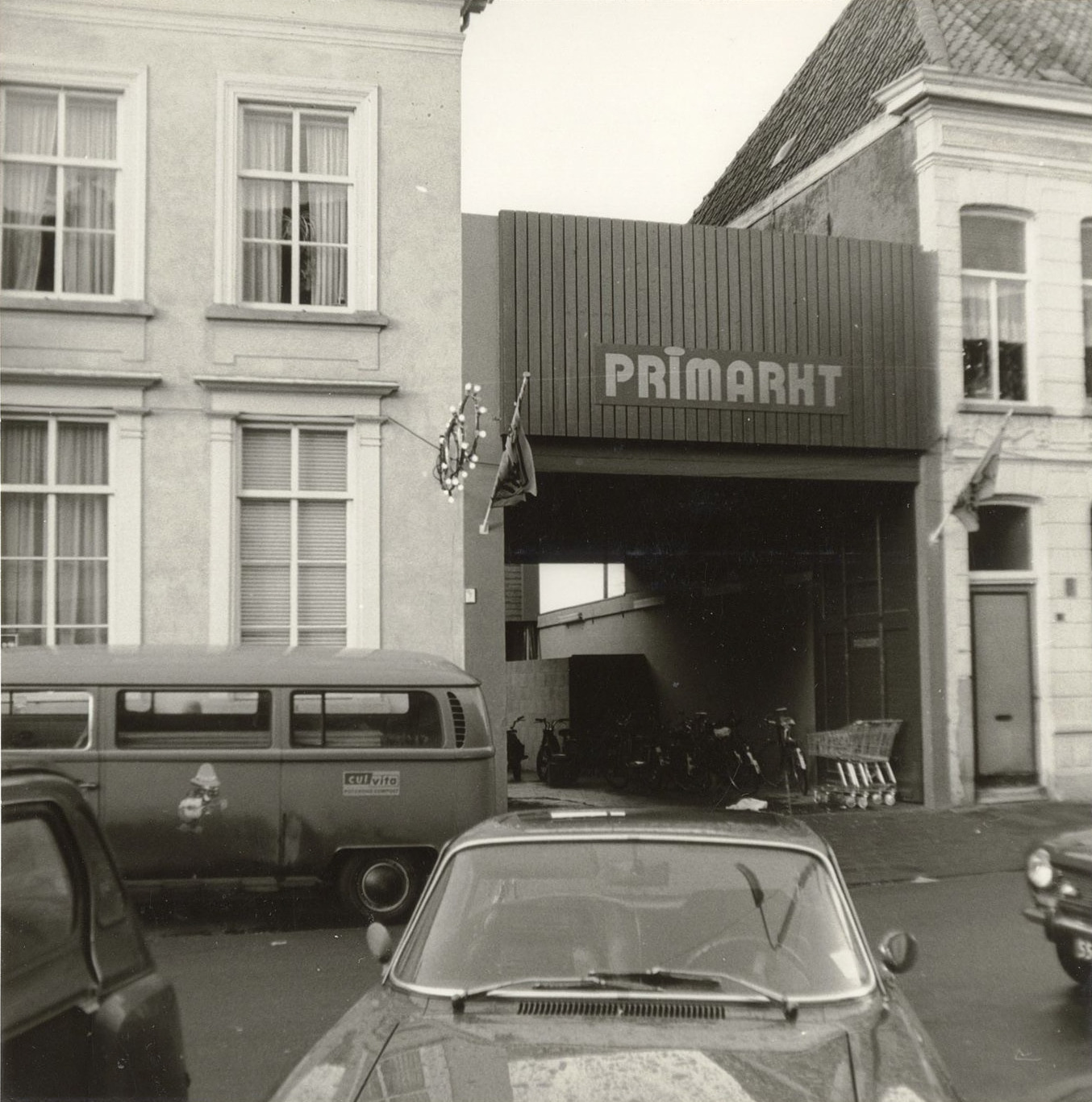
Ingang Primarkt aan de Haagsemarkt Breda

## Geschiedenis
In 1960 besloot de toen twintigjarige elektricien Henk Thijssen om samen met zijn latere vrouw, Joke Eestermans, die uit een kruideniersfamilie kwam, een eigen kruidenierszaak in het Heuvelkwartier in Breda te beginnen. Hij had enige ervaring met groente en fruit opgedaan tijdens bijbaantjes op de markt.
Begin jaren 70 veranderde het bedrijf onder invloed van landelijke ontwikkelingen van kruidenierszaak tot een supermarkt en al snel besloot Thijssen meer supermarkten te openen, waaronder de zaak aan de Leistraat in Breda.
In 1988 opende het bedrijf een nieuw distributiecentrum en kantoorgebouw, waarvoor meer dan twintig miljoen gulden werd geïnvesteerd. Deze uitbreiding versterkte de operationele capaciteiten van het bedrijf.
In 1989 kwam het bedrijf in het nieuws nadat het een conflict kreeg met de vakbonden over loonsverhogingen. Uiteindelijk stemde het bedrijf in met een loonsverhoging van drie procent voor zijn werknemers, die vertegenwoordigd werden door de FNV. Volgens directeur Van Helden liepen de lonen van de werknemers achter en had het imago van de sector verbetering nodig.

## Overname
In december 1995 bereikten Primarkt Groep en Albert Heijn overeenstemming over een overname. Deze overname werd in januari 1996 publiek bekend gemaakt en werd officieel afgerond in de lente van hetzelfde jaar. Primarkt werd voor een bedrag van ƒ 111 miljoen overgenomen, Albert Heijn financierde de overname uit eigen middelen. De overname was strategisch voor Albert Heijn omdat Primarkt een sterke regionale positie had in Breda en omstreken, waar Albert Heijn relatief zwak stond. Door de overname kon Albert Heijn groeien in het westen en midden van Noord-Brabant. De slijterijen van Primarkt werden onderdeel van Gall & Gall. Ten tijde van de overname had het bedrijf twintig vestigingen en ongeveer 2000 werknemers in dienst.
Door de overname kreeg Albert Heijn inzage in de inkoopcontracten van Primarkt en ontdekte dat Primarkt, als lid van Superunie, gunstigere inkoopcondities had dan Albert Heijn zelf. Dit leidde tot verontwaardiging bij het bedrijf, die vervolgens zijn eigen inkoopcondities wist te verbeteren.
Primarkt bleef aanvankelijk een zelfstandige werkmaatschappij na de overname. Het doel was om Primarkt te versterken en uit te bouwen, met behoud van de eigen formule en klantenkring. Het scholingssysteem van Albert Heijn werd ook beschikbaar gesteld aan werknemers van Primarkt. In 1997 werd er in St. Willebrord zelfs een Albert Heijn-filiaal omgebouwd tot een Primarkt. In 2001 werd echter besloten om alle Primarkt-filialen om te bouwen tot Albert Heijn-winkels. Winkels die niet konden worden omgebouwd, zouden worden verkocht.